# Tournaisiano
| Permiano                                                                                              | Cisuraliano    | Asseliano     | Più recente   |
| Carbonifero                                                                                           | Pennsylvaniano | Gzheliano     | 303,7 ± 0,1   |
| Carbonifero                                                                                           | Pennsylvaniano | Kasimoviano   | 307,0 ± 0,1   |
| Carbonifero                                                                                           | Pennsylvaniano | Moscoviano    | 315,2 ± 0,2   |
| Carbonifero                                                                                           | Pennsylvaniano | Bashkiriano   | 323,4 ± 0,4   |
| Carbonifero                                                                                           | Mississippiano | Serpukhoviano | 330,4 ± 0,4   |
| Carbonifero                                                                                           | Mississippiano | Viséano       | 346,7 ± 0,4   |
| Carbonifero                                                                                           | Mississippiano | Tournaisiano  | 358,86 ± 0,19 |
| Devoniano                                                                                             | Superiore      | Famenniano    | Più antico    |
| Suddivisione del sistema del Carbonifero secondo la Commissione internazionale di stratigrafia (ICS). |                |               |               |

Nella scala dei tempi geologici il Tournaisiano è il primo dei tre piani o stadi stratigrafici in cui viene suddiviso il Mississippiano, che a sua volta è il primo dei due sotto-periodi che compongono il periodo Carbonifero. 
Il Tournaisiano va da 359,2 ± 2,5 a 345,3 ± 2,1 milioni di anni fa (Ma). È preceduto dal Famenniano, l'ultimo stadio del Devoniano, che conclude l'era del Paleozoico. È seguito dal Viséano.

## Etimologia
Il nome del Tournaisiano deriva da quello della città di Tournai in Belgio.
La prima proposta di suddivisione del Carbonifero inferiore in due stadi risale al geologo belga André Dumont nel 1832. Alcuni anni dopo (1842-44) Laurent-Guillaume de Koninck si riferiva a questi due stadi definendoli "calcare carbonifero di Tournai", utilizzando una definizione lito-stratigrafica. Nel 1860 Gosselet introdusse il concetto di "stadio del calcare di Tournai".
La dizione di "stadio di Tournai" appariva già nella descrizione della carta geologica del Belgio di Dupont del 1882-83.
Il Tournaisiano è correlabile con altre suddivisioni quali il Kinderhookiano e l'Osageano negli Stati Uniti, e lo stadio regionale Tangbagouano in Cina.
Nella stratigrafia britannica il Tournaisiano contiene tre sotto-stadi: Hastariano, Ivoriano e la prima parte del Chadiano.

## Definizioni stratigrafiche e GSSP
La base del Tournaisiano, nonché del Mississippiano e dell'intero Carbonifero è definita dalla prima comparsa negli orizzonti stratigrafici dei conodonti della specie Siphonodella sulcata, all'interno della linea di evoluzione filogenetica da Siphonodella praesulcata a Siphonodella sulcata.
Come indicatori fossili secondari presenti nello strato 89, sono da annoverare i trilobiti Belgibole abruptirhachis, Archegonus (Phillibole) e Carbonocoryphe.
 
I Belgibole abruptirhachis fanno la loro comparsa in varie sezioni stratigrafiche che contengono cefalopodi in Germania, Polonia (Monti della Santa Croce) e nell'Alpi Carniche austriache. 
La prima comparsa della specie ammonitica Gattendorfia subinvoluta si trova poco al di sopra di questo livello ed era stata utilizzata in passato come base del Carbonifero.
Il limite superiore del Tournaisiano, nonché base del successivo Viséano, è fissata alla prima comparsa dei fusulinidae della specie Eoparastaffella simplex.

### GSSP
Il GSSP, il profilo stratigrafico di riferimento della Commissione Internazionale di Stratigrafia, è stato inizialmente localizzato nello strato 89, nella sezione E', a La Serre, nella Montagne Noire, dipartimento di Hérault, nel sud della Francia.
Nel 2006 si è tuttavia scoperto che ci sono problemi biostratigrafici che non rendono l'assegnazione correlabile con precisione.

## Suddivisione a biozone
Il Tournaisiano contiene otto biozone di conodonti:
- zona del Gnathodus pseudosemiglaber e Scaliognathus anchoralis
- zona del Gnathodus semiglaber e Polygnathus communis
- zona della Dollimae bouckaerti
- zona del Gnathodus typicus e Siphonodella isosticha
- zona della Siphonodella quadruplicata e Patrognathus andersoni (zona superiore del Patrognathus andersoni)
- zone inferiore del Patrognathus andersoni
- zona del Patrognathus variabilis
- zona del Patrognathus crassus

Il Tournaisiano coincide anche con la frattura di Romer, un periodo di piccoli fossili terrestri, introducendo così una discontinuità tra il Devoniano e il più moderno ecosistema del Carbonifero.